# Falsibugulella sinica
Falsibugulella sinica är en mossdjursart som beskrevs av Liu 1984. Falsibugulella sinica ingår i släktet Falsibugulella och familjen Bugulidae. Inga underarter finns listade i Catalogue of Life.